# Война Данмора
Война Данмора (англ. Dunmore's War) — вооружённый конфликт между Колонией Виргиния и индейскими племенами шауни и минго, происходивший в 1774 году.

## Война Кресапа
К началу 1774 году уже более 50 000 белых людей проживало к западу от Аппалачей. Поселенцы устремились на эти земли после договора, который был заключён в 1768 году между ирокезами и представителями Британской империи в форте Стэнвикс. Не обсудив договор с племенами, которые жили на этих территориях, Лига ирокезов уступила Огайо. Племена Огайо отказались признавать этот договор и не желали видеть поселенцев на своих землях.
Из-за индейских волнений, которые возникли на территориях современных американских штатов Огайо, Западная Виргиния и Кентукки, поселенцы замедлили своё продвижение на запад. Самую большую группу белых, которая собралась в устье реки Литтл-Канауха, возглавлял Джордж Роджерс Кларк. Группа решила атаковать деревню индейцев близ устья реки Скиото. После некоторого обсуждения возглавлять нападение было поручено Майклу Кресапу, владельцу торгового поста на реке Мононгахела. Он, в отличие от большинства поселенцев, имел опыт боевых действий. К нему была направлена делегация от людей Кларка. После прибытия Кресап отговорил поселенцев атаковать индейскую деревню. Он утверждал, что после нападения неизбежно начнётся новая война с индейцами, и он не хотел, чтобы его обвинили в этом. Кресап предложил людям Кларка вернуться в Уилинг и обсудить дальнейшие действия.
Опасаясь за свои жизни, британские колонисты продолжали прибывать в Уилинг. 26 апреля 1774 года Майкл Кресап созвал совет. Он получил письмо от капитана Джона Коннолли, командира форта Питт, в котором тот утверждал, что шауни Огайо были готовы начать войну. Совет колонистов решил атаковать индейцев.
Кресап организовал отряд из числа добровольцев и напал на шауни, были убиты несколько человек. Нападение было совершено в районе Пайп-Крик. После этого группа Кларка, опасаясь возмездия, решила не идти в Кентукки, а вернуться к посту Кресапа.

## Резня на Йеллоу-Крик
После нападения в районе Пайп-Крик группа поселенцев из 30 человек, во главе которой стоял Дэниэл Грейтхауз, убила 21 индейца из племени минго, среди которых были мать, дочь, брат, племянник, сестра и двоюродная сестра вождя этого племени Логана. Резня произошла в устье Йеллоу-Крик, близ современного города Уэлсвилл, штат Огайо. Убитая дочь Логана, Кунай, имела при себе свою 2-летнюю дочь, которую пощадили и отправили к отцу, знатному белому торговцу Джону Гибсону.
Вождь Логан посчитал, что ответственность за резню лежит на капитане Кресапе. Многие поселенцы, узнав о гибели родственников Логана, покинули земли в Огайо и бежали на восток. Вождь минго, собрав небольшую группу воинов, совершил нападения на поселения к западу от реки Мононгахела.

## Экспедиция Данмора
В начале мая 1774 года губернатор Данмор получил известие о том, что в районе Йеллоу-Крик идёт война между индейцами и белыми поселенцами. Он собрал армию из 2500 человек и направился в долину реки Огайо. После прибытия Данмор разделил свои силы на две группировки — одну он возглавил сам, другую — Эндрю Льюис.
10 октября войско Льюиса было атаковано воинами шауни, которыми руководил Маисовый Стебель. Люди Льюиса готовились переправиться через Огайо, когда на них напали индейцы. Сражение у Пойнт-Плезант, на территории современного американского штата Западная Виргиния, длилось весь день и закончилось отступлением шауни. Лорд Данмор атаковал шауни и минго и разрушил шесть индейских деревень в Огайо.
Эти действия колонистов Виргинии вынудили индейцев пойти на переговоры. 19 октября шауни подписали мирный договор, соглашаясь не претендовать на земли к югу от реки Огайо. Логан, хоть и согласился прекратить военные действия, на переговорах не присутствовал. Губернатор Данмор вернулся в Виргинию. Война была завершена, а земли в Кентукки были открыты для белых поселенцев.